# 骡鸭
骡鸭（英語：Mulard；又称半番鸭）是栖鸭属的番鸭（Cairina moschata domestica）与鸭属的家鸭（Anas platyrhynchos domesticus）的杂交后代。
优势：骡鸭克服了纯番鸭公母体型悬殊大、生长周期长的缺陷，表现出较强的杂交优势。具有耐粗易养、生活力强、生长快、体型大、肉质好、营养价值高、适合于填肥生产肥肝等特点。

## 养殖
骡鸭是为了提供鸭肉和肥肝而商业化养殖的鸭种。白番鸭和北京鸭是两个最常见的纯种商业养殖鸭种，其杂交种能够继承两者的优势。